# Bilal Hassani
Bilal Hassani (in arabo بلال حسني‎?, Bilāl Ḥasnī; Orsay, 9 settembre 1999) è un cantante, compositore e youtuber francese di origini marocchine.
Nel 2015, ha partecipato alla seconda edizione francese di The Voice Kids e successivamente ha aperto un proprio canale YouTube portandola al successo nazionale.
Ha rappresentato la Francia all'Eurovision Song Contest 2019 con il brano Roi, classificandosi 16º su 26 partecipanti nella finale.

## Carriera

### 2015-2018:The Voice Kidse la carriera su YouTube
Bilal inizia a muovere i primi passi verso la musica all'età di 5 anni, prima in famiglia per poi cominciare a prendere lezioni di canto.
Nel 2015, sotto consiglio di Nemo Schiffman, prende parte alla seconda edizione di The Voice Kids. Alle audizioni si è presentato con il brano Rise like a Phoenix di Conchita Wurst, dove è entrato a far parte del team Patrick Fiori. La sua esperienza nello show termina alle fasi battle dove viene eliminato dal suo sfidante Lenni-Kim.
Successivamente a The Voice Kids, Bilal apre un proprio canale YouTube, dove inizia a pubblicare, parallelamente a singoli come Follow Me, House Down e Shadows, cover di brani di artisti come Selena Gomez e Daft Punk e vlog in stile slice of life.
Nel 2018, il magazine francese Têtu ha inserito Hassani nella lista delle «30 icone LGBT+ più influenti della Francia», affermando che l'artista è una vera e propria icona di riferimento per i giovani della comunità LGBT+.

### 2019-presente:Destination Eurovision 2019
Il 6 dicembre 2018, Bilal è stato confermato come partecipante a Destination Eurovision, il format per la ricerca del rappresentante francese all'Eurovision Song Contest con il brano Roi. Il 20 dicembre viene presentata un'anteprima di Roi che porta la firma dei Madame Monsieur e il testo tratta dell'accettazione di se stessi. Il brano completo viene pubblicato il 4 gennaio 2019 sul canale YouTube di Bilal, raggiungendo 3 milioni di visualizzazioni.
A Destination Eurovision, Bilal si è esibito nella prima semifinale riuscendo ad accedere alla serata finale, insieme ad altri 7 aspiranti rappresentanti. Nella serata finale viene proclamato vincitore del programma. Questo gli concede il diritto di rappresentare la Francia all'Eurovision Song Contest 2019, a Tel Aviv. Nella finale del 18 maggio successivo si è classificata 16ª su 26 partecipanti con 105 punti totalizzati, di cui 38 dal televoto e 67 dalle giurie.
Il suo album di debutto Kingdom è uscito il successivo 26 aprile e ha debuttato alla 24ª posizione della classifica francese. È stato il 16º album più comprato nei negozi nella sua prima settimana di disponibilità con 2 600 copie vendute, e ha totalizzato 20.000 unità di vendita nel 2019 in Francia.

## Vita privata
Il 23 giugno 2017 Bilal Hassani ha dichiarato pubblicamente la propria omosessualità sui social network, il giorno prima del Pride di Parigi, a cui ha partecipato. Nel 2022 Hassani ha annunciato di identificarsi come persona genderqueer, dichiarando di utilizzare sia pronomi maschili che femminili.
A dicembre 2018 è stata vittima di cyberbullismo ricevendo minacce di morte. In un'intervista ha affermato di subire attacchi razzisti e omofobi e minacce online quasi quotidianamente.

## Discografia

### Album
- 2019 – Kingdom
- 2020 – Contre soirée
- 2022 – Théorème

### EP
- 2022 – Lights Off

### Singoli
- 2016 – Wanna Be
- 2017 – Follow Me
- 2017 – House Down
- 2018 – Shadows
- 2018 – Mash Up - (Copines x Tout oublier)
- 2019 – Roi
- 2019 – Jaloux
- 2019 – Fais beleck
- 2019 – Je danse encore
- 2020 – Fais le vide
- 2020 – Dead Bae
- 2020 – Tom
- 2021 – Lights Off
- 2021 – Baby
- 2021 – Merci (Papan Maman)
- 2022 – Il ou Elle
- 2022 – Transfert Trottinette
- 2022 – Tout est Ok
- 2023 – Marathon

#### Come featuring
- 2018 – Hot City (Leon Markcus feat. Bilal Hassani)
- 2018 – Heaven with You (Anton Wick feat. Bilal Hassani)
- 2019 – Monarchie absolue (Alkpote feat. Bilal Hassani)
- 2022 – Scandalosa RMX (Myss Keta feat. Bilal Hassani)

## Riconoscimenti
NRJ Music Award
- 2019 – Rivelazione francofona dell'anno[19]

Olympia Awards
- 2019 – Concerto dell'anno per Kingdom Tour[20]

Grammy Award
- 2021 – Candidatura alla Miglior raccolta di colonna sonora per arti visive per Eurovision Song Contest - La storia dei Fire Saga[21]

La Chanson de l'année
- 2020 – Candidatura alla canzone dell'anno per Je danse encore

Oh!MyMag Awards
- 2020 – Candidatura a Influencer dell'anno

## Opere
- Bilal Hassani, Singulier, Parigi, Plon, ottobre 2019,  p. 144, ISBN 978-22-592-8251-2.